# Ларьово
Ларьо́во (рос. Ларёво) — присілок у складі Митищинського міського округу Московської області, Росія.

## Населення
Населення — 64 особи (2010; 30 у 2002).
Національний склад (станом на 2002 рік):
- росіяни — 97 %